# 利納德峰
46°42′00″N 9°35′47″E / 46.69997°N 9.59627°E

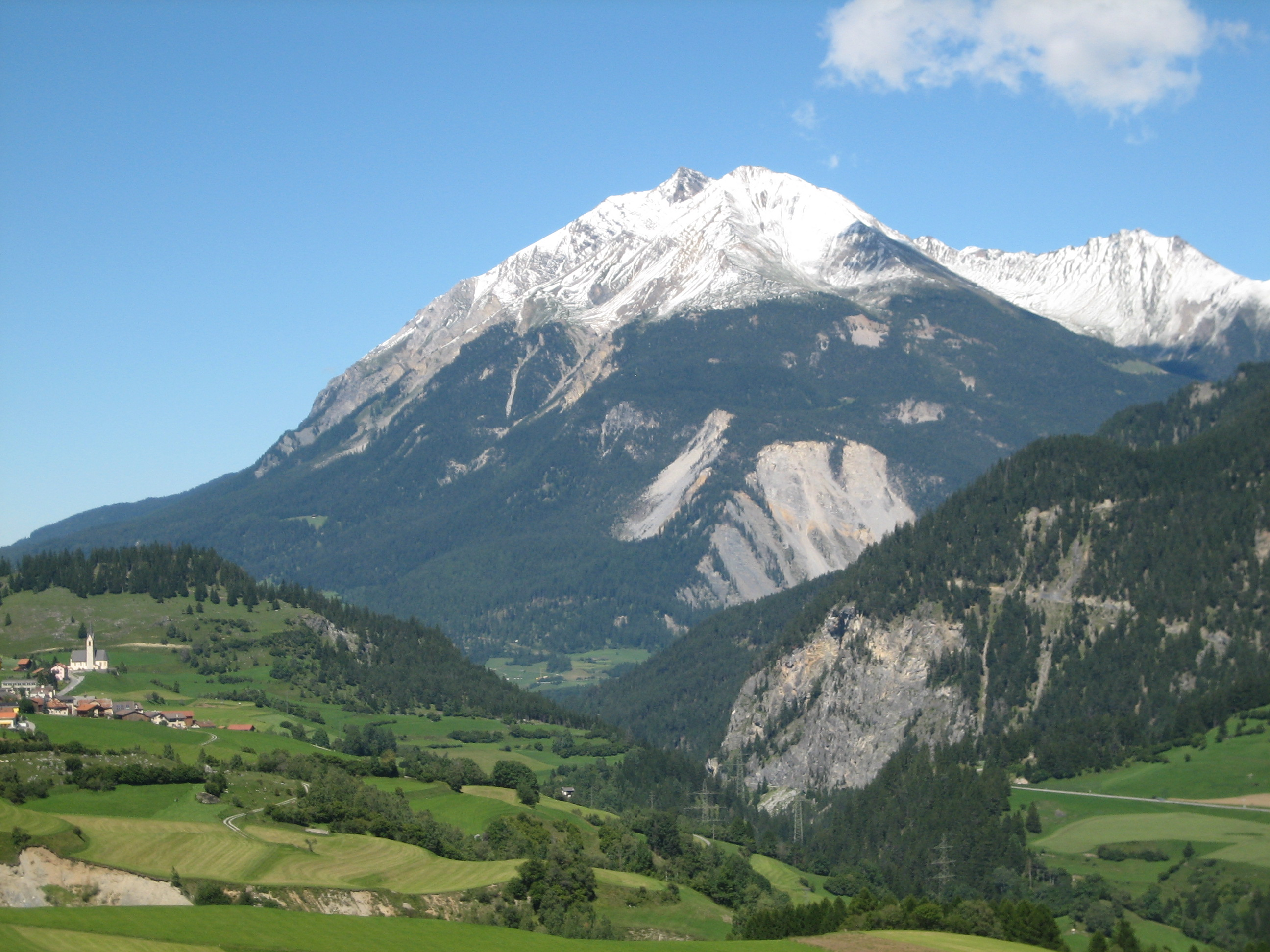

利納德峰（Piz Linard），是瑞士的山峰，位於該國東南部，由格勞賓登州負責管轄，屬於普萊蘇爾阿爾卑斯山脈的一部分，距離倫策山0.7公里，海拔高度2,767米，每年平均降雨量1,729毫米。